# Bonni Rehnqvist
Borghild (Bonni) Ingegärd Sofia Rehnqvist, född 7 november 1917 i Hudiksvall, död 25 maj 2007 i Falkenberg, var en svensk keramiker och målare.
Hon var dotter till kamreren Nils Rehnqvist och Ruth Andersson. Rehnqvist studerade vid Högre konstindustriella skolan i Stockholm 1938–1943 och bedrev samtidigt sporadiska studier i måleri vid Edvin Ollers målarskola. Hon medverkade i gruppen Fem Falkenbergskonstnärers utställning i Faaborg i Danmark och i utställningarna Ätraforum i Falkenberg. Separat ställde hon ut i Falkenberg 1956. Bland hennes offentliga arbeten märks terrakottareliefen Stimmet för Falkenbergs läroverk. Hennes bildkonst består av målningar utförda i pastell; som keramiker arbetade hon med vaser, skålar och fat vid Törngrens krukmakeri 1943–1973.